# Nissan Be-1
Der Nissan Be-1 ist ein Modell der japanischen Automobilmarke Nissan, welches in Asien Konkurrenz zu den Kleinwagen der Automobilfirma Honda bieten sollte.

## Motor
Der Be-1 wurde von einem 52 PS (38 kW) Vier-Zylinder-Motor mit einem Hubraum von 987 cm³ angetrieben. Als Schaltung konnte man ein Dreigang-Automatik- oder ein Fünfgang-Manual-Getriebe wählen. Der Vergaser war elektronisch gesteuert.

## Ausstattung
Als Extras waren ein großflächiges Sonnendach aus Textil (Canvas Top), elektrisch verstellbare Außenspiegel und eine Sportausstattung lieferbar. Besonderheit waren auch einige ungewöhnliche Lackierungen für den Be-1 (z. B. Kürbisgelb, Tomatenrot oder Zwiebelweiß).